# Летняя сестра
«Летняя сестра» (яп. 夏の妹) — кинофильм режиссёра Нагисы Осимы, вышедший на экраны в 1972 году.

## Сюжет
14-летняя Сунаоко вместе со своей будущей мачехой Момоко прибывает на Окинаву, чтобы отыскать сына прежней возлюбленной своего отца и своего возможного брата Цуруо Омуру. Поводом послужило проникновенное письмо, к котором Цуруо призывал свою «маленькую сестру», которую он издали видел в Токио, провести летние каникулы на Окинаве. Пока девушки разыскивают Цуруо, выясняется, что последний принял Момоко за свою сестру...

## В ролях
- Хироми Курита — Сунаоко Кикути
- Лили — Момоко
- Хосэй Комацу — Косукэ Кикути
- Акико Кояма — Цуру Омура
- Сёдзи Исибаси — Цуруо Омура
- Кэй Сато — Куниёси
- Таидзи Тонояма — Сакурада
- Рокко Тоура — Тэруя
- Тайдзи Тонояма — Такудзо Сакурада